# Bunge socken
Bunge socken är den nordligaste på Storön Gotland och ingick i Gotlands norra härad, ingår sedan 1971 i Gotlands kommun och motsvarar från 2016 Bunge distrikt.
Socknens areal är 34,56 kvadratkilometer, varav 34,28 land. År 2020 fanns här 923 invånare. Tätorten Fårösund samt kyrkbyn Bunge med sockenkyrkan Bunge kyrka ligger i socknen.

## Administrativ historik
Bunge socken har medeltida ursprung. Senast 1324 utbröts Fårö socken. Socknen tillhörde Rute ting som i sin tur ingick i Rute setting i Nordertredingen.
Vid kommunreformen 1862 övergick socknens ansvar för de kyrkliga frågorna till Bunge församling och för de borgerliga frågorna bildades Bunge landskommun. Landskommunen inkorporerades 1952 i Fårösunds landskommun och ingår sedan 1971 i Gotlands kommun. Församlingen utökades 2010 och namnändrades 2013 till Bunge, Rute och Fleringe församling.
1 januari 2016 inrättades distriktet Bunge, med samma omfattning som församlingen hade 1999/2000.  
Socknen har tillhört samma fögderier och domsagor som Gotlands norra härad. De indelta båtsmännen tillhörde Gotlands första båtsmanskompani.

## Geografi
Bunge socken utgör nordligaste delen av Gotlands huvudö. Socknen är en skogsbygd.

### Gårdsnamn
Annexen, Audungs, Biskops, Broungs, Ducker, Gaustäde, Hultungs, Hägur, Mattise, Stenstugu, Stux, Utbunge, Änge.

### Ortnamn
Biskopshöjden, Bungenäs, Bunn, Fårösund, Kronhagen, Strå.

## Fornlämningar
Kända från socknen är boplatser från stenåldern, gravrösen och stensättningar från bronsåldern samt stenar med sliprännor.

## Namnet
Namnet (1300-talet Bungi) kan komma från ett gårdsnamn,  innehåller bunge, 'skogsdunge' som dock här snarast betyder 'förhöjning'.

## Befolkningsutveckling
| Befolkningsutvecklingen i Bunge socken 1810–2020 | Befolkningsutvecklingen i Bunge socken 1810–2020 | Befolkningsutvecklingen i Bunge socken 1810–2020 | Befolkningsutvecklingen i Bunge socken 1810–2020 | Befolkningsutvecklingen i Bunge socken 1810–2020 |
| --- | ------------------------------------------------ | ------------------------------------------------ | ------------------------------------------------ | ------------------------------------------------ |
| |                                                  |                                                  |                                                  |                                                  |
| År |                                                  |                                                  | Folkmängd                                        |                                                  |
| 1810 | 1810                                             |                                                  | 254                                              |                                                  |
| 1820 | 1820                                             |                                                  | 509                                              |                                                  |
| 1830 | 1830                                             |                                                  | 268                                              |                                                  |
| 1840 | 1840                                             |                                                  | 333                                              |                                                  |
| 1850 | 1850                                             |                                                  | 372                                              |                                                  |
| 1860 | 1860                                             |                                                  | 479                                              |                                                  |
| 1870 | 1870                                             |                                                  | 499                                              |                                                  |
| 1880 | 1880                                             |                                                  | 498                                              |                                                  |
| 1890 | 1890                                             |                                                  | 554                                              |                                                  |
| 1900 | 1900                                             |                                                  | 537                                              |                                                  |
| 1910 | 1910                                             |                                                  | 653                                              |                                                  |
| 1920 | 1920                                             |                                                  | 587                                              |                                                  |
| 1930 | 1930                                             |                                                  | 728                                              |                                                  |
| 1940 | 1940                                             |                                                  | 1 275                                            |                                                  |
| 1950 | 1950                                             |                                                  | 1 653                                            |                                                  |
| 1960 | 1960                                             |                                                  | 1 470                                            |                                                  |
| 1970 | 1970                                             |                                                  | 1 243                                            |                                                  |
| 1980 | 1980                                             |                                                  | 1 154                                            |                                                  |
| 1990 | 1990                                             |                                                  | 1 051                                            |                                                  |
| 2000 | 2000                                             |                                                  | 925                                              |                                                  |
| 2010 | 2010                                             |                                                  | 921                                              |                                                  |
| 2020 | 2020                                             |                                                  | 923                                              |                                                  |
| Anm: Källor: Umeå universitet - Tabellverket 1749-1859, Demografiska databasen, CEDAR, Umeå universitet, Befolkningsutvecklingen i Gotlands socknar 2000 - 2010, Folkmängden per distrikt, landskap, landsdel eller riket efter kön. År 2015 - 2022. |                                                  |                                                  |                                                  |                                                  |